# Obligationsret
Obligationsretten er en juridisk disciplin indenfor formueretten, der vedrører læren om parternes indbyrdes retsstilling i skyldforhold, som eksempelvis køb, lån og kaution; især hvis det formueretlige skyldforhold i er reguleret af særlovgivning. Skyldforhold kan bestå af en eller flere fordringsrettigheder.
Det er karakteristisk for obligationsretten, at parterne i vidt omfang kan aftale, hvad der skal gælde mellem dem. Dette princip er lovfæstet i Danske Lov 5-1-1 og 5-1-2.
Obligationsretten afgrænses overfor de formueretlige regler vedrørende parternes retsstilling overfor tredjemand, som man finder indenfor tingsretten (også kaldet ejendomsretten).
Obligationsretten kan underinddeles på forskellige måder, fx ud fra den måde, hvorpå et skyldforhold er stiftet:
- Skyldforhold stiftet ved kontrakt
- Skyldforhold stiftet ved skadegørende adfærd af ansvarspådragende karakter (delikt)
- Skyldforhold der hidrører fra formueforskydninger, der kræves tilbageført efter reglerne om ugrundet berigelse eller restitution

Obligationsretten kan også inddeles ud fra reglernes anvendelsesområde:
- Almindelig del, der omfatter de regler, der gælder for alle skyldforhold[4]
- Speciel del, der er opdelt efter de forskellige kontrakttyper, fx køb, arbejdsaftaler, leje, kaution, og som også omfatter erstatning.[5]

## Obligationsretlige retskilder

### Love
Til de obligationsretlige love hører bl.a. disse:
Aftaleloven, købeloven, lejeloven, almenboligloven, lov om forbrugerbeskyttelse ved omsætning af fast ejendom, AB 18, CMR-loven, søloven, betalingsloven, CISG (international købelov), dele af Christian V's Danske Lov (anno 1683).
Foruden deponeringsloven, erstatningsansvarsloven, forsikringsaftaleloven, lov om finansiel virksomhed, lov om forbrugeraftaler, kreditaftaleloven, lov om forretningshemmeligheder, gældsbrevsloven, markedsføringsloven, renteloven og tinglysningsloven samt retsplejeloven.
Endvidere findes en række særlove: erhvervslejeloven, funktionærloven, forbrugerklageloven, handelsagentloven, inkassoloven, kommissionsloven, hvidvaskloven, konkursloven og lov om Klagenævnet for Udbud.
Hertil kommer forældelsesloven samt produkter og markedsovervågning, foruden lov om ansættelsesklausuler.
Produktansvarsloven pålægger objektivt ansvar. Der findes også selskabsloven og lov om erhvervsdrivende fonde samt lov om erhvervsdrivende virksomheder.

### Retsgrundsætninger
Obligationsret omfatter en række regler, som ikke er lovfæstede. Derimod findes disse regler i en række retsgrundsætninger. Disse grundsætninger følger grundlæggende principper.
Blandt de obligationsretlige grundsætninger er disse:
- Som udgangspunkt er en indgået aftale bindende for aftalens parter, jf. Danske Lov 5-1-1.[51]
- Der gælder partsautonomi i et aftaleforhold.[52]

- Kredit kræver særlig hjemmel.[53]
- Påbud gælder fra det er kommet frem, jf. aftaleloven §§ 2 og 7.[7]
- Efter loyalitetsgrundsætningen har sælger pligt til at være loyal mod køber; især hvad angår oplysninger om salgsgenstandens egenskaber.[54] I et retsforhold mellem skyldner, overdrager og erhverver har overdrager underretningspligt.[55]
- Det gælder en pligt til at begrænse sit tab (kaldet tabsbegrænsningspligten).[56]
- Der findes også berigelsesgrundsætningen, som lyder: Ubegrundet berigelse skal føres tilbage til den tabslidte.[57]
- Ved kontantkøb gælder som udgangspunkt samtidighedsgrundsætning, som forpligter sælger og køber til samtidig at præstere sin ydelse, jf. købeloven § 14.[58]
- Der findes også gensidighedsprincippet.[59]
- Sælgers omlevering eller afhjælpning skal ske inden for rimelig tid, jf. købeloven § 79, stk. 1.[60]

- Ydermere findes forhandlergrundsætningen.[61] Forhandlergrundsætningen udgør en "undtagelse fra reglen om, at ejeren kan kræve sine ejendele tilbage fra tredjemand."[62]
- Ved skade eller tab gælder udgangspunktet, at ejeren selv bærer tabet (res perit domino), jf. Danske Lov 5-8-14.[63]

- Den uskrevne hovedregel "først i tid - bedst i ret" gælder ved dobbeltsalg; men der er undtagelser fra hovedreglen.[64]
- Pengeskyld er bringeskyld, anden skyld er henteskyld.[65]
- Kreditor bærer risiko for egen pengemangel.[66]
- Pengemangel disculperer aldrig.[67]
- Misligholdelse skal være væsentlig for at give ret til ophævelse.[68]
- Hvile i sig selv princippet gælder for offentligretlige aktører.[69]
- Skat, som er opkrævet uretmæssigt, skal betales tilbage med renter.[70]
- Der gælder er princip om nominalisme.[71]
- Pengedebitor skal betale morarante fra det tidspunkt, hvor kreditor fremsætter påkrav, jf. renteloven §§ 3 og 5.[27]
- Den økonomisk stærke part har nemmere ved at forsikre sig og skal bedømmes derefter.[72]
- Inden for immaterialret gælder konsumptionsprincippet.[73]
- Ingen kan forpligtes til det umulige.[74] Heraf følger umulighedsreglen.[75]
- Der gælder standsningsret, jf. købeloven §§ 14-16.[76]
- Ved fremsat restitutionskrav har den anden part pligt til at levere ydelsen tilbage.[77]
- Som udgangspunkt gælder et ligevægtshensyn.[78]
- Der gælder et viljeprincip.[79] Det følger af vilje-/evnereglen, at der skal tages hensyn til debitors subjektive forhold, altså mulighed, for at betale.[80]
- Det hændelige blandet med det culpøse.[81] Princippet er kodificeret i søloven § 291, stk. 1.[82]
- Det er rimeligt at indkapsle misligholdelse.[83]

Desuden findes disse retsgrundsætninger:
- Grundsætninger om retsevne.[85]
- På ulovreguleret grundlag gælder tilbageholdelsesretten.[86] Hertil kommer detentionsret og retentionsret.[87]
- Der findes konsignationsregler.[88]
- Der gælder et princip om værdibevarelse.[89]
- Ifølge enhedsgrundsætningen udgør en fast ejendom en enhed ved pantsætning.[90]
- Tilvækstlæren anvendes i de tilfælde, der ikke der dækket af tinglysningsloven § 38.[91]
- Debitor bærer forsendelsesrisikoen.[92]
- Hvis debitors misligholdelse er væsentlig, så har kreditor hævebeføjelse; se også købeloven § 28, stk. 1.[93]
- "Kreditor har ikke misligholdelsesbeføjelser som følge af begivenheder, som kreditor selv bærer risikoen for;" sammenlign med købeloven § 21.[94]
- Når der er flere panthavere, så gælder der et princip om faste pladser for materiel prioritering af panthavere i fast ejendom.[95]
- Panthavers stilling i forhold til andre panthavere er som udgangspunkt efter tidsprioritet. Endvidere skal panthavers prioritet ikke tåle at rykke ned uden panthavers samtykke.[96]
- Ifølge en almindelig grundsætning "[forudsættes] et udlæg at opnå den bedst mulige prioritet både ved placering og efterfølgende."[97]
- Kun pantsætter kan disponere over uudnyttede pladser i et ejerpantebrev.[98]
- "Skadesløsbrevpanthaveren kan udvide kreditten med pantesikkerhed forud for senere tinglyste indbrudspanterettigheder og indbrudsretsforfølgning, når udvidelsen sker i god tro om de efterstående rettigheder."[99]
- I dansk ret gælder en grundsætning om vindikation, jf. Danske Lov 6-17-5; så ekstinktion udgør en undtagelse.[100]
- Ved genuskøb skal sælgers kreditorer kun respektere det, som sælger selv er forpligtet til at respektere.[101]
- Forhandlergrundsætningen støtter sig til §§ 54-55 i kommissionsloven.[102]
- Negligeringsret er et princip, der er knyttet til retsplejeloven § 511, stk. 3 om udlæg.[103]
- Det følger af AB 18 § 7, stk. 2, at vedkommende krav ikke har forrang over vedkommende krav, når entreprisesummen ved overdragelsen er helt eller delvis forfalden.[104]
- Et virksomheds- eller fordringspant, som ikke er tinglyst, kan fortrænges efter almindelige principper om ekstinktion.[105]
- Der gælder et generelt ejendomsretligt princip om, at en efterstillet (sekundær) panthaver skal respektere de foranstående panthavere, når den efterstillede panthaver vil tiltræde et pant, jf. tinglysningsloven § 47 g, stk. 7.[106]
- Det følger af et generelt insolvensretligt princip, at de aktiver, som debitor erhverver efter at være blevet konstateret insolvent, bør komme alle kreditorer til gode.[107]
- Ifølge almindelige sikkerhedsretlige principper skal en efterstående underpanthaver have tinglyst sin panteret og være i god tro om den foranstående panteret for at kunne fortrænge en utinglyst panteret i samme pantebrev.[108]